# وو هاي مي
وو هاي مي (بالكورية: 우혜미)‏ تُعرف أيضًا بإسمها المسرحي ميوو ( (بالكورية: 미우)‏ ) كانت مغنية كورية جنوبية. ولدت في 6 أبريل 1988 وتوفيت يوم 21 سبتمبر 2019. عُرفت كواحدة من آخر أربعة متسابقين في سلسلة عرض المواهب صوت كوريا [الإنجليزية] عام 2012.

## الوفاة
في 21 سبتمبر 2019، تم العثور عليها متوفية في منزلها.

## فيلموغرافيا
| تاريخ | عنوان العمل | دور   | الشبكة |
| ----- | ----------- | ----- | ------ |
| 2012  | صوت كوريا   | نفسها | إمنت   |

## روابط خارجية
- وو هاي مي على موقع ميوزك برينز (الإنجليزية)